# Joachim Jung (Schauspieler)
Joachim „Jo“ Jung (* 12. Juli 1954 in Viernheim) ist ein deutscher Schauspieler, Off-Sprecher und Drehbuchautor.

## Werdegang
Nach dem Abitur absolvierte Jung von 1979 bis 1983 seine Schauspielausbildung an der  Schauspielschule der Keller in Köln.
Einem breiten Publikum wurde er bekannt durch die Rolle des Karlheinz „Charly“ Tigges in der ARD-Vorabendserie Marienhof, in der er vom 29. Oktober 1992 bis 1995 zu sehen war. Des Weiteren verkörperte er Episodenrollen in diversen anderen Fernsehproduktionen, etwa in den Krimi-Serien Tatort und Schwarz-Rot-Gold.
1996 wirkte er an der Seite von Annette Ernst als Drehbuchautor an der Verfilmung der Satire Die Falle mit und übernahm in diesem Projekt außerdem eine kleinere Rolle.
Darüber hinaus war er bis zu seinem Ruhestand als Sprecher meist für das SWR Fernsehen, unter anderem für die Reihe Eisenbahn-Romantik tätig. Seine letzte Sprecherrolle dort war Folge 999 über das Bawettche.

## Filmografie

### Fernsehen
- 1986: Tatort – Automord
- 1992–1995: Marienhof (als Charly Tigges)
- 1993: Nestor Burma – Abenteuer in Paris – Mic mac moche au Boul’Mich (als Heinz Werner)
- 1995: Schwarz-Rot-Gold – Geld stinkt
- 1996: Menateus
- 1998: Eine Frau nach Maß (als Michael)
- 2022: Familienerbe (Fernsehfilm)
- 2023: Tatort: Gold

### Drehbuchautor
- 1996: Wer hat Angst vorm Weihnachtsmann? (Kurzfilm)

### Sonstiges
- 1996: Wer hat Angst vorm Weihnachtsmann? (Kurzfilm)
- 2006: Sprechrolle in der Dokumentation Libyens Wüstenwasser – Der künstliche Fluss durch die Sahara

## Hörspiele und Features
- 2013: Rainer Schildberger: Über diese Brücken musst du gehen (Wenn die Zähne sich verabschieden) – Regie: Günter Maurer (Feature – SWR)

- Seit 2012 ist Jo Jung auch als Erzähler und David Gallun in der Hörspielserie Larry Brant zu hören.[3]